# Negra Poli
Carmen Castro, más conocida como La "Negra" Poli (15 de noviembre de 1950, Buenos Aires), es una representante de artistas, productora y empresaria musical argentina, especialista en bandas de rock argentino. Es reconocida en el ambiente musical sudamericano por haber sido la histórica mánager del celebrado grupo de rock Patricio Rey y sus Redonditos de Ricota. Actualmente y tras la separación de dicha banda continúa con su actividad acompañando y representando a la banda de su esposo y excompañero de Patricio Rey, el guitarrista Skay Beilinson.

## Biografía

### En Patricio Rey y sus Redonditos de Ricota
Carmen Castro nació el 15 de noviembre de 1950 y conoció a Skay Beilinson en algún momento de 1969, cuando ella tenía alrededor de 19 años. Por aquel entonces Beilinson estaba tocando junto a su hermano, Guillermo Beilinson, y a los músicos Héctor "Topo" D'Aloisio, Bernardo Rubaja, Kubero Díaz, "Morci" Requena e Isa Portugheis, de las bandas Diplodocum Red & Brown, y La Cofradía de la Flor Solar, ambas fuertemente influenciadas por la psicodelia y la cultura hippie. Fue durante esta etapa, viviendo en comunas y en diversos sitios de la geografía argentina, que Castro y Skay se conocieron, y ésta sería su futura pareja, manager y alma mater de Patricio Rey y sus Redonditos de Ricota y bandas posteriores.

### Desde 2001 hasta la actualidad
Luego de la separación de Patricio Rey y sus Redonditos de Ricota, Castro produjo A través del Mar de los Sargazos, el primer álbum de estudio solista de su pareja Skay, el cual fue lanzado en 2002, poco después de la disolución de la banda. En el álbum participaron Daniel Colombres en batería y Claudio Quartero en bajo. Este álbum está compuesto por canciones que surgieron de las tantas composiciones hechas durante la etapa en que Beilinson fue miembro de Los Redonditos de Ricota, y entre las cuales se destaca "Oda a la sin nombre", que fue un éxito radial. Actualmente Castro también es mánager de La saga de Sayweke, la banda que lidera su hijo, el mencionado Claudio Quartero.